# The Tide Is High
"The Tide Is High" é uma canção de 1967 escrita por John Holt e executada por The Paragons com John Holt como vocalista. Embora originalmente lançada como um lado A na Jamaica na gravadora Treasure Isle que foi relegado para o lado-B de "Only A Smile" no Reino Unido, lançado alguns meses mais tarde.
A canção apresenta o violino de "White Rum" Raymond e era popular na Jamaica e se tornou popular entre West Indians e skinheads no Reino Unido, quando um versão deejay por U-Roy foi lançada em 1971. A canção foi principalmente despercebida no resto do mundo até que foi redescoberta em 1980 quando se tornou um no.1 hit da banda Blondie nos EUA/Reino Unido. A girl group britânica Atomic Kitten também teve um no.1 com sua versão da canção em 2002.

## Faixas
1. "Only a Smile"
2. "The Tide Is High" — 2:53

## Versão de Blondie
"The Tide Is High" foi "coverada" pela banda de New Wave, Blondie, em 1980, em um reggae/ska estilo a corneta e cordas. Foi lançada como um single, e apareceu no quinto álbum de banda, Autoamerican. Chegou a número um na Billboard Hot 100, e foi popular fora dos E.U.A., atingindo o número um na parada de singles do Reino Unido, o número quatro na Austrália, e quinze o número na antiga Alemanha Ocidental. Foi o número um do Reino Unido passado única para a banda até "Maria", em 1999. O lado B de "The Tide is High" foi "Suzie and Jeffrey, que apareceu como faixa bônus no 1.980 cassete edição original do álbum Autoamerican e também foi incluído na re-edição da EMI Capitol de Autoamerican em 2001.
Remixes oficiais da versão de Blondie foram emitidas duas vezes. Primeiro por Coldcut na compilação remix de Blondie/Debbie Harry em 1988 e pela segunda vez em 1995 por Pete Arden e Vero Vinny no álbum Remixed Remade Remodeled - The Remix Project (edição no Reino Unido: Beautiful - The Remix Album).
Em Novembro de 1980, a música foi tocada nas rádios de todo o estado do Alabama, em antecipação de um jogo de futebol entre a Universidade do Alabama, cujo apelido é o Crimson Tide, e da Universidade de Notre Dame.
Em 1981, a cantora sueca Inger Siw gravou uma versão alemã da canção. Embora as letras não são uma tradução directa, os arranjos vocais e instrumentais são praticamente idênticos.
Em 1984, o cantor nigeriano Onyeka Onwenu fez um cover da música para o álbum In the Morning Light. Um ano mais tarde, as peças desta canção foram tomadas e usadas como um exemplo de Bryan Adams "Reggae Christmas".

### Faixas
1. "The Tide Is High" (7" Edit) — 3:54
2. "Suzy & Jeffrey" — 4:09

### Desempenho nas Paradas
| Desempenho                  | Posição | Certificação |
| --------------------------- | ------- | ------------ |
| E.U.A. Billboard Hot 100    | 1       | Ouro         |
| E.U.A. Billboard AC Singles | 3       | Ouro         |
| UK Singles Chart            | 1       | Ouro         |
| New Zealand Singles Chart   | 1       | Ouro         |
| Irish Singles Chart         | 2       |              |
| Dutch Top 40                | 4       |              |
| Netherlands Singles Chart   | 5       |              |
| Swiss Singles Chart         | 5       |              |
| Austrian Singles Chart      | 6       |              |
| Norwegian Singles Chart     | 7       |              |
| Swedish Singles Chart       | 19      |              |

## Versão de Billie Piper
Em 2000, "The Tide Is High" foi regravado pela cantora que virou atriz, Billie Piper para o seu segundo álbum, Walk of Life. Foi devido à libertação no início de 2001. No entanto, de acordo com a autobiografia Piper, Growing Pains, disse a Virgin Records (sua gravadora), para não a incomodar lançando "The Tide Is High" como single, porque ela estava desgastada e não quer cantar mais depois de aparecer em tribunal contra uma mulher chamada Juliet Peters, que havia dado Piper, seus amigos e sua família inúmeras ameaças de morte.

## Versão de Atomic Kitten
Em 2002, a canção foi regravada pelo girl group britânico Atomic Kitten e foi lançado como o segundo single do segundo álbum de estúdio Feels So Good. Desta vez, a canção foi refeita com teclados para torná-la mais pop-oriental. Sua versão da canção também acrescentou um novo ponte, daí o subtítulo "Get the Feeling". A canção completa foi tocada durante os créditos de abertura de The Lizzie McGuire Movie (versão do álbum foi usado no filme, no entanto, a versão da trilha sonora tinha letra ligeiramente diferente), e foi usado para um comercial de TV para a empresa de cerveja japonesa Asahi Breweries.

### Versão em espanhol
Atomic Kitten também gravou uma versão em espanhol do single, intitulado "Ser Tu Pasión". Foi lançada no México e na Espanha, mas falhou na tentativa. No entanto, a música promoveu o segundo álbum de estúdio, "Feels So Good" no México, e, assim, alcançou a posição #69 na parada de álbuns, que também foi incluído na versão em espanhol do álbum Greatest Hits. A canção é muito rara, mas está disponível para ouvir no Youtube.

### Vídeoclipe
O videoclipe é, invariavelmente, o clipe mais famoso das Atomic Kitten.
O vídeo da música tem lugar em um set, onde Natasha, Liz e Jenny estão dançando ao lado de quatro homens. Atrás deles está uma placa que diz "Atomic", que pisca durante todo o vídeo da música. A dança que acompanha o vídeo da música tornou-se extremamente famosa.
Cada uma das Kittens tem um cenário diferente em seus solos, Liz junto a uma árvore, Jenny em cima de um carro e Natasha em um quarto. O arco-íris, que ocorre no vídeo da música é uma das partes mais memoráveis do vídeo.
Outra razão para o vídeo tornar-se famoso foi porque Natasha Hamilton estava grávida de 8 meses.

### Faixas
1. "The Tide Is High (Get the Feeling)" (Radio Mix) — 3:28
2. "The Tide Is High (Get the Feeling)" (Groove Brothers 12 inch Remix) — 5:27
3. "The Tide Is High (Get the Feeling)" (Lasgo Remix) — 5:40

Também foi feita uma edição por Groove Brothers intitulada Groove Brothers Radio Edit. A combinação de relógios inicia em 3:20

### Desempenho nas paradas
A canção foi muito bem nas paradas, conseguindo vender mais de 1,5 milhões de cópias em 2002. O single alcançou a posição #3 nos tops europeus, e em 6º lugar na parada de singles em todo o mundo.
No Reino Unido, o single vendeu 145 mil copiado em sua primeira semana e liderou as paradas por três semanas em simultâneo. Foi certificada de Ouro, e vendeu mais de 450 mil cópias no Reino Unido. Na Irlanda, a canção ficou no topo das paradas.
Na Oceania, a música fez muito bem. É disco de platina em ambas Nova Zelândia e Austrália, vendendo cerca de 150 mil cópias por lá.
Na Alemanha, o single alcançou a posição número 3 no gráfico, tornando-se seu segundo maior single de gráficos. Vendeu mais de 100.000 cópias.
A canção foi extremamente bem em toda a Europa, tornando-se um hit top 20 em toda parte - exceto para a Itália, onde alcançou a posição #30, e na França, onde só conseguiu pico #42.
"The Tide Is High" foi um enorme sucesso na Ásia, tornando-se o "Melhor Single Britânico", de 2002.